# Sons and Daughters of St. Lucia
Sons and Daughters of St. Lucia (deutsch: Söhne und Töchter von St. Lucia) ist die Nationalhymne von St. Lucia.
Sie wurde von Charles Jesse gedichtet, die Melodie stammt von Leton Felix Thomas. Die Hymne wurde mit Beginn des Autonomiestatus 1967 angenommen. Mit der Unabhängigkeit des Landes am 22. Februar 1979 wurde sie zur Nationalhymne erklärt.

## Englischer Text
Sons and daughters of St. Lucia,

love the land that gave us birth,

land of beaches, hills and valleys,

fairest isle of all the earth.

Wheresoever you may roam,

love, oh, love your island home.

Gone the times when nations battled

for this 'Helen of the West,

gone the days when strife and discord

Dimmed her children’s toil and rest.

Dawns at last a brighter day,

stretches out a glad new way.

May the good Lord bless our island,

guard her sons from woe and harm!

May our people live united,

strong in soul and strong in arm!

Justice, Truth and Charity,

our ideal for ever be!

## Deutsche Übersetzung
Söhne und Töchter von St. Lucia,

liebe das Land, das uns geboren hat!

Land der Strände, Hügel und Täler,

schönste Insel der ganzen Erde.

Wo auch immer du dich bewegen magst,

liebe, oh, liebe unsere Heimatinsel.

Vorbei die Zeiten, in denen Nationen kämpften

für diese 'Helene des Westens',

vorbei die Zeiten, als Streit und Zwietracht

verdunkelten die Mühe und Ruhe ihrer Kinder.

Dämmert endlich ein heller Tag,

erstreckt sich ein froher neuer Weg.

Möge unser guter Gott unsere Insel segnen,

behüte ihre Söhne vor Leid und Schaden,

möge unser Völker vereint leben,

stark in der Seele und stark im Arm!

Gerechtigkeit, Wahrheit und Nächstenliebe,

unser ideal für immer sei!